# Фарр (Техас)
Фарр (англ. Pharr) — місто (англ. city) в США, в окрузі Ідальго штату Техас. Населення — 79 715 осіб (2020).

## Географія
Фарр розташований за координатами 26°10′16″ пн. ш. 98°12′0″ зх. д. / 26.17111° пн. ш. 98.20000° зх. д. (26.171134, -98.199913). За даними Бюро перепису населення США в 2010 році місто мало площу 60,72 км², з яких 60,65 км² — суходіл та 0,07 км² — водойми.

## Демографія
Згідно з переписом 2010 року, у місті мешкало 70 400 осіб у 19 699 домогосподарствах у складі 16 413 родин. Густота населення становила 1159 осіб/км². Було 22796 помешкань (375/км²).
Расовий склад населення:
| - 85,1 % — білих - 0,6 % — чорних або афроамериканців - 0,5 % — корінних американців - 0,5 % — азіатів - 11,7 % — осіб інших рас |

До двох чи більше рас належало 1,7 %. Іспаномовні складали 93,0 % від усіх жителів.
За віковим діапазоном населення розподілялося таким чином: 35,4 % — особи молодші 18 років, 54,6 % — особи у віці 18—64 років, 10,0 % — особи у віці 65 років та старші. Медіана віку мешканця становила 28,0 року. На 100 осіб жіночої статі у місті припадало 92,2 чоловіків; на 100 жінок у віці від 18 років та старших — 86,2 чоловіків також старших 18 років.
Середній дохід на одне домашнє господарство становив 46 471 долар США (медіана — 34 708), а середній дохід на одну сім'ю — 49 697 доларів (медіана — 37 184). Медіана доходів становила 32 215 доларів для чоловіків та 25 629 доларів для жінок. За межею бідності перебувало 33,9 % осіб, у тому числі 44,8 % дітей у віці до 18 років та 28,4 % осіб у віці 65 років та старших.
Цивільне працевлаштоване населення становило 26 757 осіб. Основні галузі зайнятості: освіта, охорона здоров'я та соціальна допомога — 25,6 %, роздрібна торгівля — 16,3 %, будівництво — 8,9 %, науковці, спеціалісти, менеджери — 7,7 %.